# Trigonura dorsalis
Trigonura dorsalis är en stekelart som beskrevs av William Harris Ashmead 1904. Trigonura dorsalis ingår i släktet Trigonura och familjen bredlårsteklar. Inga underarter finns listade i Catalogue of Life.